# Phalacrichus vianai
Phalacrichus vianai är en skalbaggsart som först beskrevs av Maurice Pic 1938.  Phalacrichus vianai ingår i släktet Phalacrichus och familjen lerstrandbaggar. Inga underarter finns listade i Catalogue of Life.